# Miagrammopes brevicaudus
Miagrammopes brevicaudus är en spindelart som beskrevs av O. Pickard-Cambridge 1882. Miagrammopes brevicaudus ingår i släktet Miagrammopes och familjen krusnätsspindlar. Inga underarter finns listade i Catalogue of Life.